# Clasificación para el AfroBasket 2025
La fase de clasificación para el AfroBasket 2025 se celebró entre febrero de 2024 y febrero de 2025 para decidir los 15 equipos que se unirán al anfitrión, Angola. 
De los equipos que finalmente se clasificaron, 14 habían participado en la anterior edición, con Libia y Madagascar siendo los únicos que retornaban a la competición, tras sus últimas apariciones en 2009 y 2011 respectivamente, ambas como anfitriones del torneo. La República Centroafricana, bicampeona, se quedó fuera del torneo por primera vez desde 1999.

## Formato
Participaron un total de 23 equipos, incluido el anfitrión, Angola. Los equipos que no se habían clasificado a la anterior edición comenzaron desde los pre-clasificatorios. En la fase de clasificación, los equipos se dividieron en cinco grupos de cuatro equipos cada uno, clasificándose para el AfroBasket 2025 los tres mejores de cada grupo, así como el mejor cuarto clasificado entre los cinco grupos.

## Pre-clasificatorios
Los equipos participantes en los pre-clasificatorios se dividieron en cuatro grupos en función de las zonas a las que pertenecen: Grupo A (zonas 1 y 2), Grupo B (zonas 3 y 4), Grupo C (zona 5 y Madagascar y Yibuti) y Grupo D (zona 6 y Mauricio y Comoras). El mejor clasificado de cada grupo avanzaría a la fase clasificatoria.

### Grupo A (zonas 1 y 2)
El Grupo A estuvo formado por Argelia, Libia y Marruecos. Tras la retirada de Argelia, los dos equipos restantes pasaron a jugar en un formato de ida-vuelta. 
| Equipo 1 | Agr.    | Equipo 2  | Ida   | Vuelta |
| -------- | ------- | --------- | ----- | ------ |
| Libia    | 146–138 | Marruecos | 75–75 | 71–63  |

| 18 de febrero de 2024 | Libia                                              | 75–75                                 | Marruecos                                                      | Monastir, Túnez                                                                      |  |
| 16:30                 | Parciales: 25–11, 15–17, 25–21, 10–28              | Parciales: 25–11, 15–17, 25–21, 10–28 | Parciales: 25–11, 15–17, 25–21, 10–28                          |                                                                                      |  |
|                       | Estadísticas J. Salem 25 J. Salem 9 Sadi 7 Sadi 28 | Reporte Pts Reb Asts Val              | Estadísticas 25 Franceschi 6 Azouga 5 Franceschi 24 Franceschi | Pabellón: Mohamed-Mzali Sports Hall Árbitros: Hassane Kamate Youssouf Maiga Guy Sani |  |

| 20 de febrero de 2024 | Marruecos                                                             | 63–71                                | Libia                                                       | Monastir, Túnez                                                                                       |  |
| 16:30                 | Parciales: 9–25, 15–17, 18–17, 21–12                                  | Parciales: 9–25, 15–17, 18–17, 21–12 | Parciales: 9–25, 15–17, 18–17, 21–12                        | |  |
|                       | Estadísticas Benchlikha 12 Azouga 11 Boukichou, Benchlikha 2 Choua 18 | Reporte Pts Reb Asts Val             | Estadísticas 19 J. Salem 12 J. Salem 8 N. Salem 21 J. Salem | Pabellón: Mohamed-Mzali Sports Hall Árbitros: Hassane Kamate Youssouf Maiga Silver Jacques Houngbedji |  |

### Grupo B (zonas 3 y 4)
El Grupo B estuvo formado por Guinea Ecuatorial y Gabón, y se jugó también en un formato de ida-vuelta.
| Equipo 1          | Agr.    | Equipo 2 | Ida   | Vuelta |
| ----------------- | ------- | -------- | ----- | ------ |
| Guinea Ecuatorial | 104–105 | Gabón    | 58–66 | 46–39  |

| 28 de febrero de 2024 | Guinea Ecuatorial                           | 58–66                                 | Gabón                                                     | Malabo, Guinea Ecuatorial                                      |  |
| 16:00                 | Parciales: 17–23, 15–17, 16–12, 10–14       | Parciales: 17–23, 15–17, 16–12, 10–14 | Parciales: 17–23, 15–17, 16–12, 10–14                     |                                                                |  |
|                       | Estadísticas Ngomo 15 Nve 10 Ngomo 4 Nve 13 | Reporte Pts Reb Asts Val              | Estadísticas 16 Minko 15 Essono 4 Ndoh-Mapangou 21 Essono | Pabellón: Polideportivo de Malabo Asistencia: 200 espectadores |  |

| 29 de febrero de 2024 | Gabón                                                          | 39–46                             | Guinea Ecuatorial                                       | Malabo, Guinea Ecuatorial                                      |  |
| 16:00                 | Parciales: 9–14, 11–9, 12–14, 7–9                              | Parciales: 9–14, 11–9, 12–14, 7–9 | Parciales: 9–14, 11–9, 12–14, 7–9                       |                                                                |  |
|                       | Estadísticas Essono 9 Dimidimba 9 Ndoh-Mapangou 2 Dimidimba 10 | Reporte Pts Reb Asts Val          | Estadísticas 17 Esteves 14 Esteves 3 Esteves 19 Esteves | Pabellón: Polideportivo de Malabo Asistencia: 600 espectadores |  |

### Grupo C (zonas 5 y 7)
Tras la retirada de varios equipos, Madagascar se clasificó automáticamente.

### Grupo D (zonas 6 y 7)
El Grupo D estuvo formado por Sudáfrica y Mozambique, y se jugó también en un formato de ida-vuelta.
| Equipo 1   | Agr.    | Equipo 2  | Ida   | Vuelta |
| ---------- | ------- | --------- | ----- | ------ |
| Mozambique | 110–107 | Sudáfrica | 62–50 | 48–57  |

| 23 de febrero de 2024 | Mozambique                          | 62–50                               | Sudáfrica                           | Maputo, Mozambique                                                                          |  |
| 21:30                 | Parciales: 19–18, 5–9, 18–13, 20–10 | Parciales: 19–18, 5–9, 18–13, 20–10 | Parciales: 19–18, 5–9, 18–13, 20–10 |                                                                                             |  |
|                       |                                     | Reporte                             |                                     | Pabellón: Pavilhão do Maxaquene Árbitros: Mohamed El-Menshawy Dorothy Judy Okatch Amr Zahed |  |

| 24 de febrero de 2024 | Sudáfrica                                              | 57–48                               | Mozambique                                              | Maputo, Mozambique              |  |
| 20:00                 | Parciales: 14–14, 14–11, 20–9, 9–14                    | Parciales: 14–14, 14–11, 20–9, 9–14 | Parciales: 14–14, 14–11, 20–9, 9–14                     |                                 |  |
|                       | Estadísticas Cele 19 Sibanyoni 17 Selepe 7 Prinsloo 13 | Reporte Pts Reb Asts Val            | Estadísticas 18 Houana 9 Munguambe 4 da Costa 12 Houana | Pabellón: Pavilhão do Maxaquene |  |

## Clasificatorios
En esta fase participaron los 16 equipos clasificados a la primera ronda de la Clasificación de FIBA África para la Copa Mundial de Baloncesto de 2023, junto con los 4 equipos que avanzaron de los pre-clasificatorios. Los grupos B, D y E jugaron su primera ventana en febrero de 2024, mientras que los grupos A y C lo hicieron en noviembre de 2024.

### Equipos
| Acceso                                | Equipo(s) |
| ------------------------------------- | --- |
| 1ª ronda clasificatorios Copa Mundial | Angola Cabo Verde Camerún Costa de Marfil Egipto Guinea Kenia Malí Nigeria República Centroafricana República Democrática del Congo Ruanda Senegal Sudán del Sur Túnez Uganda |
| Pre-clasificatorios (Grupo A)         | Libia |
| Pre-clasificatorios (Grupo B)         | Gabón |
| Pre-clasificatorios (Grupo C)         | Madagascar |
| Pre-clasificatorios (Grupo D)         | Mozambique |

### Sorteo
El sorteo tuvo lugar el 24 de noviembre de 2023 en Johanesburgo, Sudáfrica. 
| Bombo 1         |
| --------------- |
| Túnez           |
| Costa de Marfil |
| Senegal         |
| Cabo Verde      |
| Sudán del Sur   |

| Bombo 2                         |
| ------------------------------- |
| Angola                          |
| Nigeria                         |
| Egipto                          |
| Camerún                         |
| República Democrática del Congo |

| Bombo 3                  |
| ------------------------ |
| Guinea                   |
| República Centroafricana |
| Malí                     |
| Libia                    |
| Gabón                    |

| Bombo 4    |
| ---------- |
| Uganda     |
| Ruanda     |
| Kenia      |
| Madagascar |
| Mozambique |

| Grupo A                         | Grupo B    | Grupo C | Grupo D                  | Grupo E |
| ------------------------------- | ---------- | ------- | ------------------------ | ------- |
| Sudán del Sur                   | Cabo Verde | Senegal | Costa de Marfil          | Túnez   |
| República Democrática del Congo | Nigeria    | Camerún | Egipto                   | Angola  |
| Malí                            | Libia      | Gabón   | República Centroafricana | Guinea  |
| Mozambique                      | Uganda     | Ruanda  | Madagascar               | Kenia   |

Todos los horarios se muestran en la hora local.

### Grupo A
| Pos. | Equipo                          | PJ | G | P | GF  | GC  | DG  | Pts | Clasificación   |  | COD   | SSD   | MLI   | MAR   |
| ---- | ------------------------------- | -- | - | - | --- | --- | --- | --- | --------------- |  | ----- | ----- | ----- | ----- |
| 1    | República Democrática del Congo | 6  | 5 | 1 | 411 | 401 | +10 | 11  | AfroBasket 2025 |  | —     | 58–89 | 72–64 | 66–55 |
| 2    | Sudán del Sur                   | 6  | 4 | 2 | 464 | 372 | +92 | 10  | AfroBasket 2025 |  | 69–76 | —     | 70–75 | 82–66 |
| 3    | Malí                            | 6  | 3 | 3 | 404 | 422 | −18 | 9   | AfroBasket 2025 |  | 59–65 | 60–85 | —     | 66–64 |
| 4    | Marruecos                       | 6  | 0 | 6 | 353 | 437 | −84 | 6   |                 |  | 65–74 | 37–69 | 66–80 | —     |

 Fuente: FIBA
Criterios de clasificación: 1) Puntos; 2) Enfrentamientos directos; 3) Diferencia de puntos; 4) Puntos anotados.
Primera ventana
| 22 de noviembre de 2024 | Sudán del Sur                                | 82–66                                 | Marruecos                                            | Dakar, Senegal                                                                                              |  |
| 12:00                   | Parciales: 20–23, 16–11, 28–13, 18–19        | Parciales: 20–23, 16–11, 28–13, 18–19 | Parciales: 20–23, 16–11, 28–13, 18–19                | |  |
|                         | Estadísticas Omot 17 Deng 7 Makoi 6 Makoi 20 | Reporte Pts Reb Asts Val              | Estadísticas 17 Choua 10 Choua 5 El Mahsini 21 Choua | Pabellón: Dakar Arena Asistencia: 50 espectadores Árbitros: Hassane Kamate Jean Sauveur Ruhamiriza Guy Sani |  |

| 22 de noviembre de 2024 | RD Congo                                                 | 72–64                                | Malí                                                       | Dakar, Senegal                                                                                         |  |
| 15:00                   | Parciales: 15–17, 14–9, 20–18, 23–20                     | Parciales: 15–17, 14–9, 20–18, 23–20 | Parciales: 15–17, 14–9, 20–18, 23–20                       | |  |
|                         | Estadísticas Lutete 20 Sakho 9 Tres jugadores 3 Sakho 23 | Reporte Pts Reb Asts Val             | Estadísticas 18 Djambo 12 A. Diarra 6 Kanouté 26 A. Diarra | Pabellón: Dakar Arena Asistencia: 150 espectadores Árbitros: Amir Taboubi Claudio Eiuba Haytham Ihaqaf |  |

| 23 de noviembre de 2024 | Malí                                                           | 60–85                                 | Sudán del Sur                                     | Dakar, Senegal                                                                                        |  |
| 12:00                   | Parciales: 19–15, 13–24, 16–25, 12–21                          | Parciales: 19–15, 13–24, 16–25, 12–21 | Parciales: 19–15, 13–24, 16–25, 12–21             | |  |
|                         | Estadísticas Konaté 15 A. Diarra 9 Kanouté, Djambo 5 Konaté 15 | Reporte Pts Reb Asts Val              | Estadísticas 17 Kuany 7 Gabriel 11 Makoi 21 Kuany | Pabellón: Dakar Arena Asistencia: 80 espectadores Árbitros: Sofiane Si Youcef Guy Sani Haytham Ihaqaf |  |

| 23 de noviembre de 2024 | Marruecos                                                | 65–74                                 | RD Congo                                          | Dakar, Senegal                                                                                           |  |
| 15:00                   | Parciales: 19–22, 20–19, 11–17, 15–16                    | Parciales: 19–22, 20–19, 11–17, 15–16 | Parciales: 19–22, 20–19, 11–17, 15–16             | |  |
|                         | Estadísticas Choua 22 Choua 9 Cinco jugadores 2 Choua 26 | Reporte Pts Reb Asts Val              | Estadísticas 27 Lutete 8 Lutete 4 Kamba 26 Lutete | Pabellón: Dakar Arena Asistencia: 500 espectadores Árbitros: Amr Aboollo Walelign Fikadu Gebeto Oumar Sy |  |

| 24 de noviembre de 2024 | Malí                                                         | 66–64                                 | Marruecos                                                               | Dakar, Senegal                                                                                              |  |
| 12:00                   | Parciales: 20–18, 19–16, 17–11, 10–19                        | Parciales: 20–18, 19–16, 17–11, 10–19 | Parciales: 20–18, 19–16, 17–11, 10–19                                   | |  |
|                         | Estadísticas M. Diarra 15 A. Diarra 9 Kanouté 8 M. Diarra 24 | Reporte Pts Reb Asts Val              | Estadísticas 19 Nouhi, Choua 15 Choua 4 El Mahsini, Benchlikha 33 Choua | Pabellón: Dakar Arena Asistencia: 100 espectadores Árbitros: Claudio Eiuba Guy Sani Jean Sauveur Ruhamiriza |  |

| 24 de noviembre de 2024 | Sudán del Sur                                         | 69–76 TE                                           | RD Congo                                           | Dakar, Senegal                                                                                    |  |
| 15:00                   | Parciales: 21–15, 14–21, 13–16, 16–12 (T.E.: 5–12)    | Parciales: 21–15, 14–21, 13–16, 16–12 (T.E.: 5–12) | Parciales: 21–15, 14–21, 13–16, 16–12 (T.E.: 5–12) |                                                                                                   |  |
|                         | Estadísticas Gabriel 20 Gabriel 14 Makoi 7 Gabriel 30 | Reporte Pts Reb Asts Val                           | Estadísticas 21 Fula 11 Sakho 5 Loubaki 25 Sakho   | Pabellón: Dakar Arena Asistencia: 700 espectadores Árbitros: Hassane Kamate Amir Taboubi Oumar Sy |  |

Segunda ventana
| 21 de febrero de 2025 | Malí                                                            | 59–65                                | RD Congo                                      | Rabat, Marruecos |  |
| 18:00                 | Parciales: 15–19, 22–7, 11–12, 11–27                            | Parciales: 15–19, 22–7, 11–12, 11–27 | Parciales: 15–19, 22–7, 11–12, 11–27          | |  |
|                       | Estadísticas A. Diarra 22 A. Diarra 14 C. Diarra 3 A. Diarra 36 | Reporte Pts Reb Asts Val             | Estadísticas 16 Fula 14 Sakho 6 Sakho 21 Fula | Pabellón: Pabellón Moulay Abdallah Asistencia: 523 espectadores Árbitros: Amr Aboollo Aymen Chakroun David João Domingos Manuel |  |

| 21 de febrero de 2025 | Marruecos                                                 | 37–69                               | Sudán del Sur                                  | Rabat, Marruecos |  |
| 21:00                 | Parciales: 13–15, 13–19, 6–22, 5–13                       | Parciales: 13–15, 13–19, 6–22, 5–13 | Parciales: 13–15, 13–19, 6–22, 5–13            | |  |
|                       | Estadísticas Zouita 9 Choua 8 Nouhi, Benchlikha 2 Nouhi 9 | Reporte Pts Reb Asts Val            | Estadísticas 21 Acuil 10 Acuil 5 Dech 25 Acuil | Pabellón: Pabellón Moulay Abdallah Asistencia: 2000 espectadores Árbitros: Yann Vezo Davidson Oumar Sy Emmanuel Kpawogbo |  |

| 22 de febrero de 2025 | RD Congo                                                  | 66–55                                | Marruecos                                               | Rabat, Marruecos                                                                                             |  |
| 18:00                 | Parciales: 22–18, 20–5, 11–21, 13–11                      | Parciales: 22–18, 20–5, 11–21, 13–11 | Parciales: 22–18, 20–5, 11–21, 13–11                    | |  |
|                       | Estadísticas Munanga 15 Thamba, Sakho 5 Thamba 3 Sakho 13 | Reporte Pts Reb Asts Val             | Estadísticas 18 Nouhi 13 Choua Zouita, Choua 4 Choua 22 | Pabellón: Pabellón Moulay Abdallah Asistencia: 2000 espectadores Árbitros: Hassane Kamate Oumar Sy Amr Zahed |  |

| 22 de febrero de 2025 | Sudán del Sur                                       | 70–75                               | Malí                                                                    | Rabat, Marruecos |  |
| 21:00                 | Parciales: 20–25, 28–17, 14–27, 7–6                 | Parciales: 20–25, 28–17, 14–27, 7–6 | Parciales: 20–25, 28–17, 14–27, 7–6                                     | |  |
|                       | Estadísticas Madut 18 Acuil, Gach 9 Gach 7 Madut 14 | Reporte Pts Reb Asts Val            | Estadísticas 19 M. Diarra 11 A. Diarra 10 Kanouté 20 Kanouté, M. Diarra | Pabellón: Pabellón Moulay Abdallah Asistencia: 2000 espectadores Árbitros: Amir Taboubi Claudio Eiuba Aymen Chakroun |  |

| 23 de febrero de 2025 | Marruecos                                                    | 66–80                                 | Malí                                                      | Rabat, Marruecos |  |
| 17:00                 | Parciales: 18–24, 20–18, 16–21, 12–17                        | Parciales: 18–24, 20–18, 16–21, 12–17 | Parciales: 18–24, 20–18, 16–21, 12–17                     | |  |
|                       | Estadísticas Nouhi 23 Cuatro jugadores 5 El Haoua 4 Nouhi 19 | Reporte Pts Reb Asts Val              | Estadísticas 23 Kanouté 10 A. Diarra 9 Kanouté 34 Kanouté | Pabellón: Pabellón Moulay Abdallah Asistencia: 2000 espectadores Árbitros: Hassane Kamate David João Domingos Manuel Erick Omondi Otieno |  |

| 23 de febrero de 2025 | RD Congo                                          | 58–89                                | Sudán del Sur                                        | Rabat, Marruecos |  |
| 20:00                 | Parciales: 9–27, 19–21, 16–24, 14–17              | Parciales: 9–27, 19–21, 16–24, 14–17 | Parciales: 9–27, 19–21, 16–24, 14–17                 | |  |
|                       | Estadísticas Nzosa 14 Thamba 10 Shamba 6 Nzosa 20 | Reporte Pts Reb Asts Val             | Estadísticas 15 Kuath 10 Acuil 7 Gach 17 Gach, Kuath | Pabellón: Pabellón Moulay Abdallah Asistencia: 300 espectadores Árbitros: Yann Vezo Davidson Oumar Sy Zouhir Bouhabba |  |

### Grupo B
| Pos. | Equipo     | PJ | G | P | GF  | GC  | DG  | Pts | Clasificación   |  | LBY   | CPV   | NGA   | UGA   |
| ---- | ---------- | -- | - | - | --- | --- | --- | --- | --------------- |  | ----- | ----- | ----- | ----- |
| 1    | Libia      | 6  | 4 | 2 | 449 | 434 | +15 | 10  | AfroBasket 2025 |  | —     | 68–72 | 70–75 | 71–59 |
| 2    | Cabo Verde | 6  | 3 | 3 | 430 | 425 | +5  | 9   | AfroBasket 2025 |  | 80–82 | —     | 78–62 | 78–73 |
| 3    | Nigeria    | 6  | 3 | 3 | 445 | 438 | +7  | 9   | AfroBasket 2025 |  | 82–89 | 77–62 | —     | 87–67 |
| 4    | Uganda     | 6  | 2 | 4 | 400 | 427 | −27 | 8   | AfroBasket 2025 |  | 66–69 | 63–60 | 72–62 | —     |

 Fuente: FIBA
Criterios de clasificación: 1) Puntos; 2) Enfrentamientos directos; 3) Diferencia de puntos; 4) Puntos anotados.
Notas:
1. 1 2  Cabo Verde 140–139 Nigeria

Primera ventana
| 23 de febrero de 2024 | Cabo Verde                                                  | 78–73                                 | Uganda                                            | Monastir, Túnez |  |
| 11:00                 | Parciales: 20–16, 14–16, 26–14, 18–27                       | Parciales: 20–16, 14–16, 26–14, 18–27 | Parciales: 20–16, 14–16, 26–14, 18–27             | |  |
|                       | Estadísticas Santos 15 Tres jugadores 6 Delgado 6 Santos 20 | Reporte Pts Reb Asts Val              | Estadísticas 25 Opong 7 Womala 5 Drileba 20 Opong | Pabellón: Mohamed-Mzali Sports Hall Asistencia: 150 espectadores Árbitros: Adlen Larouci Arnaud Kom Njilo Amir Taboubi |  |

| 23 de febrero de 2024 | Nigeria                                            | 82–89 TE                                           | Libia                                              | Monastir, Túnez |  |
| 20:00                 | Parciales: 16–25, 19–15, 15–20, 25–15 (T.E.: 7–14) | Parciales: 16–25, 19–15, 15–20, 25–15 (T.E.: 7–14) | Parciales: 16–25, 19–15, 15–20, 25–15 (T.E.: 7–14) | |  |
|                       | Estadísticas Nuga 31 Akhuetie 12 Eke 8 Nuga 28     | Reporte Pts Reb Asts Val                           | Estadísticas 24 Sadi 9 Sadi 12 Sadi 39 Sadi        | Pabellón: Mohamed-Mzali Sports Hall Asistencia: 150 espectadores Árbitros: Youssouf Maiga Yann Vezo Davidson Jean Sauveur Ruhamiriza |  |

| 24 de febrero de 2024 | Uganda                                                  | 72–62                                | Nigeria                                           | Monastir, Túnez |  |
| 14:00                 | Parciales: 12–7, 17–12, 26–25, 17–18                    | Parciales: 12–7, 17–12, 26–25, 17–18 | Parciales: 12–7, 17–12, 26–25, 17–18              | |  |
|                       | Estadísticas Opong 39 Opong 10 Seiko, Womala 5 Opong 37 | Reporte Pts Reb Asts Val             | Estadísticas 19 Eke 16 Akhuetie 7 Eke 21 Akhuetie | Pabellón: Mohamed-Mzali Sports Hall Asistencia: 100 espectadores Árbitros: Sofiane Si Youcef Amir Taboubi Sara El-Sharnouby |  |

| 24 de febrero de 2022 | Libia                                                      | 68–72                                | Cabo Verde                                           | Monastir, Túnez |  |
| 20:00                 | Parciales: 15–15, 24–25, 21–21, 8–11                       | Parciales: 15–15, 24–25, 21–21, 8–11 | Parciales: 15–15, 24–25, 21–21, 8–11                 | |  |
|                       | Estadísticas Saeid 18 Buzgaiya 9 Sadi 5 Saeid, Alakrimi 11 | Reporte Pts Reb Asts Val             | Estadísticas 16 Santos 11 Santos 4 Correia 21 Santos | Pabellón: Mohamed-Mzali Sports Hall Asistencia: 35 espectadores Árbitros: Hassane Kamate Silver Jacques Houngbedji Jean Sauveur Ruhamiriza |  |

| 25 de febrero de 2024 | Libia                                                               | 71–59                                 | Uganda                                               | Monastir, Túnez |  |
| 14:00                 | Parciales: 21–16, 19–13, 17–18, 14–12                               | Parciales: 21–16, 19–13, 17–18, 14–12 | Parciales: 21–16, 19–13, 17–18, 14–12                | |  |
|                       | Estadísticas Hamad, Al-Maghribi 16 Sadi 9 Badrush 14 Al-Maghribi 22 | Reporte Pts Reb Asts Val              | Estadísticas 16 Drileba 9 Opong 4 Muhwezi 15 Drileba | Pabellón: Mohamed-Mzali Sports Hall Asistencia: 40 espectadores Árbitros: Arnaud Kom Njilo Oumar Sy Youssouf Maiga |  |

| 25 de febrero de 2024 | Cabo Verde                                               | 78–62                                | Nigeria                                 | Monastir, Túnez |  |
| 20:00                 | Parciales: 16–24, 23–9, 21–18, 18–11                     | Parciales: 16–24, 23–9, 21–18, 18–11 | Parciales: 16–24, 23–9, 21–18, 18–11    | |  |
|                       | Estadísticas Spencer 16 Lima 9 Almeida, Santos 4 Lima 19 | Reporte Pts Reb Asts Val             | Estadísticas 31 Eke 9 Eke 4 Nuga 24 Eke | Pabellón: Mohamed-Mzali Sports Hall Asistencia: 50 espectadores Árbitros: Wael Mostafa Jean Sauveur Ruhamiriza Amir Taboubi |  |

Segunda ventana
| 21 de febrero de 2025 | Uganda                                                        | 63–60                                | Cabo Verde                                        | Trípoli, Libia                                                                                           |  |
| 18:00                 | Parciales: 22–12, 6–12, 22–23, 13–13                          | Parciales: 22–12, 6–12, 22–23, 13–13 | Parciales: 22–12, 6–12, 22–23, 13–13              | |  |
|                       | Estadísticas Opong 22 Komagum 9 Drileba, Wainright 3 Opong 15 | Reporte Pts Reb Asts Val             | Estadísticas 17 Gomes 6 Gomes 6 Almeida 18 Mendes | Pabellón: Grand Hall Asistencia: 1000 espectadores Árbitros: Wael Mostafa Mahamadou Diallo Adel Kahallou |  |

| 21 de febrero de 2025 | Libia                                               | 70–75                                 | Nigeria                                                | Trípoli, Libia                                                                                                |  |
| 21:00                 | Parciales: 15–14, 20–18, 16–20, 19–23               | Parciales: 15–14, 20–18, 16–20, 19–23 | Parciales: 15–14, 20–18, 16–20, 19–23                  | |  |
|                       | Estadísticas' Albebas 23 Hamad 9 Badrush 6 Hamad 21 | Reporte Pts Reb Asts Val              | Estadísticas 14 Agada, Zanna 10 Agada 8 Nwamu 19 Agada | Pabellón: Grand Hall Asistencia: 2000 espectadores Árbitros: Mohamed El-Menshawy Michel Djeugoue Adama Samake |  |

| 22 de febrero de 2025 | Nigeria                                                | 87–67                                | Uganda                                                   | Trípoli, Libia                                                                                              |  |
| 18:00                 | Parciales: 12–16, 16–18, 27–25, 32–8                   | Parciales: 12–16, 16–18, 27–25, 32–8 | Parciales: 12–16, 16–18, 27–25, 32–8                     | |  |
|                       | Estadísticas Agada 20 Zanna 11 Agada, Nwamu 7 Agada 24 | Reporte Pts Reb Asts Val             | Estadísticas 20 Geu 8 Wainright 6 Wainright 22 Wainright | Pabellón: Grand Hall Asistencia: 200 espectadores Árbitros: Mohamed El-Menshawy Adel Kahallou Adlen Larouci |  |

| 22 de febrero de 2025 | Cabo Verde                                              | 80–82                                 | Libia                                             | Trípoli, Libia                                                               |  |
| 21:00                 | Parciales: 25–17, 17–22, 17–25, 21–18                   | Parciales: 25–17, 17–22, 17–25, 21–18 | Parciales: 25–17, 17–22, 17–25, 21–18             |                                                                              |  |
|                       | Estadísticas da Rosa 18 B. Gomes 6 da Rosa 5 da Rosa 24 | Reporte Pts Reb Asts Val              | Estadísticas 20 Badrush 13 Sadi 6 Badrush 25 Sadi | Pabellón: Grand Hall Árbitros: Tonton Banza Kalume Guy Sani Mahamadou Diallo |  |

| 23 de febrero de 2025 | Nigeria                                                  | 77–62                               | Cabo Verde                                                      | Trípoli, Libia                                                                                             |  |
| 18:00                 | Parciales: 22–26, 26–7, 13–21, 16–8                      | Parciales: 22–26, 26–7, 13–21, 16–8 | Parciales: 22–26, 26–7, 13–21, 16–8                             | |  |
|                       | Estadísticas Agada 23 Akobundu-Ehiogu 9 Agada 6 Agada 30 | Reporte Pts Reb Asts Val            | Estadísticas 15 Almeida 8 Almeida 4 da Rosa, Almeida 17 Almeida | Pabellón: Grand Hall Asistencia: 200 espectadores Árbitros: Wael Mostafa Adel Kahallou Mohamed El-Menshawy |  |

| 23 de febrero de 2025 | Uganda                                                | 66–69                                | Libia                                                | Trípoli, Libia                                                                                                 |  |
| 21:00                 | Parciales: 21–20, 11–24, 16–9, 18–16                  | Parciales: 21–20, 11–24, 16–9, 18–16 | Parciales: 21–20, 11–24, 16–9, 18–16                 | |  |
|                       | Estadísticas Geu 25 Komagum 13 Wainright 7 Komagum 30 | Reporte Pts Reb Asts Val             | Estadísticas 17 Badrush 7 Hamad 8 Badrush 15 Albebas | Pabellón: Grand Hall Asistencia: 5000 espectadores Árbitros: Mahamadou Diallo Guy Sani Mohamed Lamline Diawara |  |

### Grupo C
| Pos. | Equipo  | PJ | G | P | GF  | GC  | DG   | Pts | Clasificación   |  | SEN    | CMR   | RWA   | GAB    |
| ---- | ------- | -- | - | - | --- | --- | ---- | --- | --------------- |  | ------ | ----- | ----- | ------ |
| 1    | Senegal | 6  | 6 | 0 | 550 | 417 | +133 | 12  | AfroBasket 2025 |  | —      | 87–83 | 81–59 | 102–68 |
| 2    | Camerún | 6  | 4 | 2 | 473 | 435 | +38  | 10  | AfroBasket 2025 |  | 76–83  | —     | 86–83 | 76–58  |
| 3    | Ruanda  | 6  | 2 | 4 | 445 | 467 | −22  | 8   | AfroBasket 2025 |  | 73–96  | 59–70 | —     | 81–71  |
| 4    | Gabón   | 6  | 0 | 6 | 383 | 532 | −149 | 6   |                 |  | 58–101 | 65–82 | 63–90 | —      |

 Fuente: FIBA
Criterios de clasificación: 1) Puntos; 2) Enfrentamientos directos; 3) Diferencia de puntos; 4) Puntos anotados.
Primera ventana
| 22 de noviembre de 2024 | Senegal                                                | 81–59                                 | Ruanda                                                      | Dakar, Senegal |  |
| 18:00                   | Parciales: 20–18, 23–14, 21–10, 17–17                  | Parciales: 20–18, 23–14, 21–10, 17–17 | Parciales: 20–18, 23–14, 21–10, 17–17                       | |  |
|                         | Estadísticas Badio, Ndoye 14 Camara 8 Badio 7 Ndoye 19 | Reporte Pts Reb Asts Val              | Estadísticas 12 Robeyns, Shema 9 Furaha 6 Jackson 8 Robeyns | Pabellón: Dakar Arena Asistencia: 1500 espectadores Árbitros: Amr Aboollo Walelign Fikadu Gebeto Sofiane Si Youcef |  |

| 22 de noviembre de 2024 | Camerún                                             | 76–58                                | Gabón                                                           | Dakar, Senegal                                                                                                  |  |
| 21:00                   | Parciales: 28–12, 22–18, 14–20, 12–8                | Parciales: 28–12, 22–18, 14–20, 12–8 | Parciales: 28–12, 22–18, 14–20, 12–8                            | |  |
|                         | Estadísticas Choh 15 Gbetkom 6 Gbetkom 7 Gbetkom 16 | Reporte Pts Reb Asts Val             | Estadísticas 15 Boukosso 10 Siby 2 Cuatro jugadores 13 Boukosso | Pabellón: Dakar Arena Asistencia: 200 espectadores Árbitros: Tonton Banza Kalume Mahamadou Diallo Adlen Larouci |  |

| 23 de noviembre de 2024 | Gabón                                                   | 58–101                               | Senegal                                               | Dakar, Senegal |  |
| 18:00                   | Parciales: 5–22, 24–24, 12–31, 17–24                    | Parciales: 5–22, 24–24, 12–31, 17–24 | Parciales: 5–22, 24–24, 12–31, 17–24                  | |  |
|                         | Estadísticas Aworet 12 Siby 9 Cinco jugadores 2 Siby 20 | Reporte Pts Reb Asts Val             | Estadísticas 22 Badio 8 Camara, Diop 7 Boissy 21 Diop | Pabellón: Dakar Arena Asistencia: 1700 espectadores Árbitros: Amir Taboubi Tonton Banza Kalume Silver Jacques Houngbedji |  |

| 23 de noviembre de 2024 | Ruanda                                                         | 59–70                                | Camerún                                          | Dakar, Senegal                                                                                             |  |
| 21:00                   | Parciales: 20–25, 8–22, 15–11, 16–12                           | Parciales: 20–25, 8–22, 15–11, 16–12 | Parciales: 20–25, 8–22, 15–11, 16–12             | |  |
|                         | Estadísticas Jackson 23 Jackson, Furaha 7 Jackson 5 Robeyns 18 | Reporte Pts Reb Asts Val             | Estadísticas 17 Ateba 13 Narace 7 Hill 14 Narace | Pabellón: Dakar Arena Asistencia: 500 espectadores Árbitros: Hassane Kamate Claudio Eiuba Mahamadou Diallo |  |

| 24 de noviembre de 2024 | Senegal                                                  | 87–83                                 | Camerún                                                  | Dakar, Senegal |  |
| 18:00                   | Parciales: 25–21, 19–17, 20–23, 23–22                    | Parciales: 25–21, 19–17, 20–23, 23–22 | Parciales: 25–21, 19–17, 20–23, 23–22                    | |  |
|                         | Estadísticas Badio 31 Mané, Diop 7 Badio, Mané 4 Diop 17 | Reporte Pts Reb Asts Val              | Estadísticas 19 Narace 4 Cuatro jugadores 9 Hill 18 Hill | Pabellón: Dakar Arena Asistencia: 1000 espectadores Árbitros: Amr Aboollo Sofiane Si Youcef Walelign Fikadu Gebeto |  |

| 24 de noviembre de 2024 | Gabón                                                              | 63–90                                 | Ruanda                                              | Dakar, Senegal |  |
| 21:00                   | Parciales: 21–28, 13–22, 15–15, 14–25                              | Parciales: 21–28, 13–22, 15–15, 14–25 | Parciales: 21–28, 13–22, 15–15, 14–25               | |  |
|                         | Estadísticas Missouma 10 Dimidimba 12 Tres jugadores 2 Moumbeki 16 | Reporte Pts Reb Asts Val              | Estadísticas 20 Shema 11 Furaha 11 Jackson 28 Shema | Pabellón: Dakar Arena Asistencia: 100 espectadores Árbitros: Mahamadou Diallo Haytham Ihaqaf Silver Jacques Houngbedji |  |

Segunda ventana
| 21 de febrero de 2025 | Gabón                                                    | 65–82                                 | Camerún                                      | Dakar, Senegal                                                                                        |  |
| 12:00                 | Parciales: 12–15, 15–27, 18–19, 20–21                    | Parciales: 12–15, 15–27, 18–19, 20–21 | Parciales: 12–15, 15–27, 18–19, 20–21        | |  |
|                       | Estadísticas Silva 34 Silva 15 Tres jugadores 2 Silva 26 | Reporte Pts Reb Asts Val              | Estadísticas 13 Ateba 8 Eboua 8 Hill 23 Hill | Pabellón: Dakar Arena Asistencia: 469 espectadores Árbitros: Hassane Kamate Amr Zahed Zouhir Bouhabba |  |

| 21 de febrero de 2025 | Ruanda                                                           | 73–96                                 | Senegal                                                  | Dakar, Senegal |  |
| 15:00                 | Parciales: 13–13, 14–35, 23–20, 23–28                            | Parciales: 13–13, 14–35, 23–20, 23–28 | Parciales: 13–13, 14–35, 23–20, 23–28                    | |  |
|                       | Estadísticas Robeyns 18 Habimana, Ndizeye 7 Jackson 5 Robeyns 15 | Reporte Pts Reb Asts Val              | Estadísticas 19 Boissy 10 Ndoye 7 Boissy, Mané 22 Boissy | Pabellón: Dakar Arena Asistencia: 200 espectadores Árbitros: Amir Taboubi Claudio Eiuba Silver Jacques Houngbedji |  |

| 22 de febrero de 2025 | Senegal                                               | 102–68                                | Gabón                                           | Dakar, Senegal                                                                     |  |
| 12:00                 | Parciales: 25–23, 28–11, 29–15, 20–19                 | Parciales: 25–23, 28–11, 29–15, 20–19 | Parciales: 25–23, 28–11, 29–15, 20–19           |                                                                                    |  |
|                       | Estadísticas N’Diaye 21 N’Diaye 14 Mané 88 N’Diaye 28 | Reporte Pts Reb Asts Val              | Estadísticas 28 Silva 12 Silva 5 Silva 35 Silva | Pabellón: Dakar Arena Árbitros: Amr Aboollo Erick Omondi Otieno Mohamed Yaya Cissé |  |

| 22 de febrero de 2025 | Camerún                                             | 86–83                                 | Ruanda                                             | Dakar, Senegal |  |
| 15:00                 | Parciales: 28–28, 20–16, 14–25, 24–14               | Parciales: 28–28, 20–16, 14–25, 24–14 | Parciales: 28–28, 20–16, 14–25, 24–14              | |  |
|                       | Estadísticas Eboua, Hill 22 Eboua 12 Hill 7 Hill 28 | Reporte Pts Reb Asts Val              | Estadísticas 26 Mpoyo 7 Shema 12 Habimana 28 Mpoyo | Pabellón: Dakar Arena Asistencia: 250 espectadores Árbitros: Yann Vezo Davidson David João Domingos Manuel Silver Jacques Houngbedji |  |

| 23 de febrero de 2025 | Ruanda                                                     | 81–71                                 | Gabón                                           | Dakar, Senegal                                                                                             |  |
| 11:00                 | Parciales: 24–16, 17–18, 23–19, 17–18                      | Parciales: 24–16, 17–18, 23–19, 17–18 | Parciales: 24–16, 17–18, 23–19, 17–18           | |  |
|                       | Estadísticas Habimana 18 Habimana 8 Habimana 5 Habimana 20 | Reporte Pts Reb Asts Val              | Estadísticas 18 Akoue 17 Silva 6 Silva 27 Silva | Pabellón: Dakar Arena Asistencia: 100 espectadores Árbitros: Amir Taboubi Aymen Chakroun Emmanuel Kpawogbo |  |

| 23 de febrero de 2025 | Camerún                                            | 76–83 TE                                           | Senegal                                            | Dakar, Senegal                                                                                   |  |
| 14:00                 | Parciales: 17–20, 13–19, 17–20, 22–10 (T.E.: 7–14) | Parciales: 17–20, 13–19, 17–20, 22–10 (T.E.: 7–14) | Parciales: 17–20, 13–19, 17–20, 22–10 (T.E.: 7–14) |                                                                                                  |  |
|                       | Estadísticas Narace 24 Ateba 9 Hill 11 Narace 22   | Reporte Pts Reb Asts Val                           | Estadísticas 17 Badio 12 Diop 10 Badio 18 Mané     | Pabellón: Dakar Arena Asistencia: 100 espectadores Árbitros: Amr Aboollo Claudio Eiuba Amr Zahed |  |

### Grupo D
| Pos. | Equipo                   | PJ | G | P | GF  | GC  | DG   | Pts | Clasificación   |  | CIV    | EGY   | MAD   | CAF    |
| ---- | ------------------------ | -- | - | - | --- | --- | ---- | --- | --------------- |  | ------ | ----- | ----- | ------ |
| 1    | Costa de Marfil          | 6  | 6 | 0 | 537 | 437 | +100 | 12  | AfroBasket 2025 |  | —      | 79–76 | 77–69 | 100–76 |
| 2    | Egipto                   | 6  | 3 | 3 | 480 | 441 | +39  | 9   | AfroBasket 2025 |  | 76–82  | —     | 80–82 | 76–61  |
| 3    | Madagascar               | 6  | 2 | 4 | 441 | 516 | −75  | 8   | AfroBasket 2025 |  | 73–106 | 66–97 | —     | 75–87  |
| 4    | República Centroafricana | 6  | 1 | 5 | 431 | 495 | −64  | 7   |                 |  | 67–93  | 71–75 | 69–76 | —      |

 Fuente: FIBA
Criterios de clasificación: 1) Puntos; 2) Enfrentamientos directos; 3) Diferencia de puntos; 4) Puntos anotados.
Primera ventana
| 23 de febrero de 2024 | Costa de Marfil                                                  | 77–69                                 | Madagascar                                                                               | Antananarivo, Madagascar                                                                                                |  |
| 16:00                 | Parciales: 14–11, 26–19, 16–17, 21–22                            | Parciales: 14–11, 26–19, 16–17, 21–22 | Parciales: 14–11, 26–19, 16–17, 21–22                                                    | |  |
|                       | Estadísticas Poythress 26 Fofana, Mobio 9 Moularé 7 Poythress 26 | Reporte Pts Reb Asts Val              | Estadísticas 12 Raharimanantoanina 10 Faralahy 5 Randriamampionona 16 Raharimanantoanina | Pabellón: Palais des Sports Mahamasina Asistencia: 100 espectadores Árbitros: Amr Aboollo Claudio Eiuba Walelign Fikadu |  |

| 23 de febrero de 2024 | Egipto                                               | 76–61                                 | República Centroafricana                                           | Antananarivo, Madagascar |  |
| 19:00                 | Parciales: 29–15, 14–16, 20–13, 13–17                | Parciales: 29–15, 14–16, 20–13, 13–17 | Parciales: 29–15, 14–16, 20–13, 13–17                              | |  |
|                       | Estadísticas Mahmoud 19 Mahmoud 7 Gendy 6 Mahmoud 30 | Reporte Pts Reb Asts Val              | Estadísticas 27 Ganapamo 14 Dokossi 4 Kouguère, Dokossi 23 Dokossi | Pabellón: Palais des Sports Mahamasina Asistencia: 200 espectadores Árbitros: Tonton Banza Kalume Mahamadou Diallo Didier Gaga |  |

| 24 de febrero de 2024 | República Centroafricana                                 | 67–93                                 | Costa de Marfil                                            | Antananarivo, Madagascar |  |
| 16:00                 | Parciales: 16–28, 15–25, 20–26, 16–14                    | Parciales: 16–28, 15–25, 20–26, 16–14 | Parciales: 16–28, 15–25, 20–26, 16–14                      | |  |
|                       | Estadísticas Ganapamo 15 Dokossi 8 Kouguère 3 Dokossi 12 | Reporte Pts Reb Asts Val              | Estadísticas 17 Poythress 6 Poythress 7 Moularé 25 Moularé | Pabellón: Palais des Sports Mahamasina Asistencia: 100 espectadores Árbitros: Tonton Banza Kalume Amr Aboollo Erick Omondi Otieno |  |

| 24 de febrero de 2022 | Madagascar                                                                    | 66–97                                 | Egipto                                                         | Antananarivo, Madagascar |  |
| 19:00                 | Parciales: 14–23, 20–27, 19–20, 13–27                                         | Parciales: 14–23, 20–27, 19–20, 13–27 | Parciales: 14–23, 20–27, 19–20, 13–27                          | |  |
|                       | Estadísticas Ravelojaona 18 Solondrainy 10 Randriamampionona 4 Ravelojaona 19 | Reporte Pts Reb Asts Val              | Estadísticas 17 Shehata 10 Mahmoud 5 Metwaly, Helmy 20 Gardner | Pabellón: Palais des Sports Mahamasina Asistencia: 500 espectadores Árbitros: Mahamadou Diallo Didier Gaga Walelign Fikadu Gebeto |  |

| 25 de febrero de 2024 | República Centroafricana                                | 69–76                                 | Madagascar                                                                                       | Antananarivo, Madagascar |  |
| 16:00                 | Parciales: 17–18, 20–11, 17–22, 15–25                   | Parciales: 17–18, 20–11, 17–22, 15–25 | Parciales: 17–18, 20–11, 17–22, 15–25                                                            | |  |
|                       | Estadísticas Dokossi 19 Dokossi 12 Dokossi 4 Dokossi 32 | Reporte Pts Reb Asts Val              | Estadísticas 22 Randriamampionona 12 Raharimanantoanina 7 Randriamampionona 27 Randriamampionona | Pabellón: Palais des Sports Mahamasina Asistencia: 100 espectadores Árbitros: Amr Aboollo Erick Omondi Otieno Claudio Eiuba |  |

| 25 de febrero de 2024 | Costa de Marfil                                                     | 79–76                                 | Egipto                                            | Antananarivo, Madagascar |  |
| 19:00                 | Parciales: 26–26, 20–14, 15–18, 18–18                               | Parciales: 26–26, 20–14, 15–18, 18–18 | Parciales: 26–26, 20–14, 15–18, 18–18             | |  |
|                       | Estadísticas Poythress 20 Poythress, Dally 9 Moularé 5 Poythress 22 | Reporte Pts Reb Asts Val              | Estadísticas 30 Gendy 7 Mahmoud 10 Gendy 27 Gendy | Pabellón: Palais des Sports Mahamasina Asistencia: 1000 espectadores Árbitros: Tonton Banza Kalume Walelign Fikadu Gebeto Mahamadou Diallo |  |

Segunda ventana
| 21 de febrero de 2025 | República Centroafricana                                      | 71–75                                 | Egipto                                               | El Cairo, Egipto |  |
| 14:00                 | Parciales: 20–19, 19–17, 13–23, 19–16                         | Parciales: 20–19, 19–17, 13–23, 19–16 | Parciales: 20–19, 19–17, 13–23, 19–16                | |  |
|                       | Estadísticas Washington 21 Dokossi 13 Washington 7 Dokossi 21 | Reporte Pts Reb Asts Val              | Estadísticas 14 Amin 10 Mahmoud 6 Mahmoud 18 Mahmoud | Pabellón: Hassan Moustafa Sports Hall Asistencia: 2000 espectadores Árbitros: Haja Maminiaini Ranaivoson Walelign Fikadu Gebeto Shabani Mohamed Shabani |  |

| 21 de febrero de 2025 | Madagascar                                                      | 73–106                               | Costa de Marfil                                          | El Cairo, Egipto |  |
| 17:00                 | Parciales: 9–26, 15–31, 18–18, 31–31                            | Parciales: 9–26, 15–31, 18–18, 31–31 | Parciales: 9–26, 15–31, 18–18, 31–31                     | |  |
|                       | Estadísticas M'Madi 17 M'Madi 7 M'Madi 4 M'Madi, Solondrainy 17 | Reporte Pts Reb Asts Val             | Estadísticas 20 Costello 12 Fofana 7 Diabate 24 Costello | Pabellón: Hassan Moustafa Sports Hall Asistencia: 4000 espectadores Árbitros: Arnold Moseya Didier Gaga Francisco Tando |  |

| 22 de febrero de 2025 | Egipto                                                    | 80–82                                 | Madagascar                                                      | El Cairo, Egipto |  |
| 16:00                 | Parciales: 16–30, 22–11, 25–17, 17–24                     | Parciales: 16–30, 22–11, 25–17, 17–24 | Parciales: 16–30, 22–11, 25–17, 17–24                           | |  |
|                       | Estadísticas Mohamed 20 Abdelgawad 9 Amin 5 Abdelgawad 23 | Reporte Pts Reb Asts Val              | Estadísticas 18 M'Madi 13 Raharimanantoanina 5 M'Madi 26 M'Madi | Pabellón: Hassan Moustafa Sports Hall Asistencia: 3500 espectadores Árbitros: Sofiane Si Youcef Walelign Fikadu Gebeto Francisco Tando |  |

| 22 de febrero de 2025 | Costa de Marfil                                        | 100–76                                | República Centroafricana                                                  | El Cairo, Egipto |  |
| 19:00                 | Parciales: 35–15, 21–17, 19–20, 25–24                  | Parciales: 35–15, 21–17, 19–20, 25–24 | Parciales: 35–15, 21–17, 19–20, 25–24                                     | |  |
|                       | Estadísticas Zouzoua 19 Fofana 8 Diabate 5 Costello 21 | Reporte Pts Reb Asts Val              | Estadísticas 27 Washington 13 Dokossi 5 Washington, Dokossi 24 Washington | Pabellón: Hassan Moustafa Sports Hall Asistencia: 200 espectadores Árbitros: Arnold Moseya Haja Maminiaini Ranaivoson Didier Gaga |  |

| 23 de febrero de 2025 | Madagascar                                                                            | 75–87                                 | República Centroafricana                                      | El Cairo, Egipto |  |
| 16:00                 | Parciales: 17–25, 26–23, 17–21, 15–18                                                 | Parciales: 17–25, 26–23, 17–21, 15–18 | Parciales: 17–25, 26–23, 17–21, 15–18                         | |  |
|                       | Estadísticas Randriamampionona 19 Randriamampionona 7 Lahontan 7 Randriamampionona 26 | Reporte Pts Reb Asts Val              | Estadísticas 24 Washington 19 Dokossi 7 Washington 27 Dokossi | Pabellón: Hassan Moustafa Sports Hall Asistencia: 5300 espectadores Árbitros: Sofiane Si Youcef Walelign Fikadu Gebeto Shabani Mohamed Shabani |  |

| 23 de febrero de 2025 | Egipto                                                  | 76–82                                 | Costa de Marfil                                                  | El Cairo, Egipto |  |
| 19:00                 | Parciales: 25–13, 13–14, 17–24, 21–31                   | Parciales: 25–13, 13–14, 17–24, 21–31 | Parciales: 25–13, 13–14, 17–24, 21–31                            | |  |
|                       | Estadísticas Amin 21 Abdelgawad 10 Amin, Kejo 3 Amin 18 | Reporte Pts Reb Asts Val              | Estadísticas 20 Zouzoua 12 Costello 3 Tres jugadores 20 Costello | Pabellón: Hassan Moustafa Sports Hall Asistencia: 2300 espectadores Árbitros: Arnold Moseya Haja Maminiaini Ranaivoson Didier Gaga |  |

### Grupo E
| Pos. | Equipo | PJ | G | P | GF  | GC  | DG   | Pts | H                              |  | TUN   | ANG   | GUI   | KEN   |
| ---- | ------ | -- | - | - | --- | --- | ---- | --- | ------------------------------ |  | ----- | ----- | ----- | ----- |
| 1    | Túnez  | 6  | 5 | 1 | 403 | 356 | +47  | 11  | AfroBasket 2025                |  | —     | 82–73 | 64–63 | 90–69 |
| 2    | Angola | 6  | 4 | 2 | 463 | 397 | +66  | 10  | AfroBasket 2025 como anfitrión |  | 73–62 | —     | 76–70 | 88–59 |
| 3    | Guinea | 6  | 2 | 4 | 408 | 414 | −6   | 8   | AfroBasket 2025                |  | 78–85 | 66–65 | —     | 74–80 |
| 4    | Kenia  | 6  | 1 | 5 | 310 | 417 | −107 | 7   |                                |  | 0–20  | 58–88 | 44–57 | —     |

 Fuente: FIBA
Criterios de clasificación: 1) Puntos; 2) Enfrentamientos directos; 3) Diferencia de puntos; 4) Puntos anotados.
Primera ventana
| 23 de febrero de 2024 | Angola                                          | 76–70                               | Guinea                                             | Monastir, Túnez |  |
| 14:00                 | Parciales: 8–9, 21–24, 15–22, 32–15             | Parciales: 8–9, 21–24, 15–22, 32–15 | Parciales: 8–9, 21–24, 15–22, 32–15                | |  |
|                       | Estadísticas Bango 24 Bango 9 Dundão 9 Bango 27 | Reporte Pts Reb Asts Val            | Estadísticas 26 Evans 7 Condé 3 Evans, Sy 25 Condé | Pabellón: Mohamed-Mzali Sports Hall Asistencia: 150 espectadores Árbitros: Sara El-Sharnouby Haytham Ihaqaf Sofiane Si Youcef |  |

| 23 de febrero de 2024 | Túnez                                                     | 90–69                                 | Kenia                                                   | Monastir, Túnez                                                                                              |  |
| 17:00                 | Parciales: 25–11, 20–15, 19–20, 26–23                     | Parciales: 25–11, 20–15, 19–20, 26–23 | Parciales: 25–11, 20–15, 19–20, 26–23                   | |  |
|                       | Estadísticas Lahiani 15 Ben Romdhane 9 Jawadi 7 Jawadi 20 | Reporte Pts Reb Asts Val              | Estadísticas 25 Odero 5 Owili, Wisyuba 4 Odero 26 Odero | Pabellón: Mohamed-Mzali Sports Hall Asistencia: 1000 espectadores Árbitros: Hassane Kamaté Guy Sani Oumar Sy |  |

| 24 de febrero de 2024 | Kenia                                                  | 58–88                                 | Angola                                                     | Monastir, Túnez                                                                         |  |
| 11:00                 | Parciales: 12–22, 21–22, 15–20, 10–24                  | Parciales: 12–22, 21–22, 15–20, 10–24 | Parciales: 12–22, 21–22, 15–20, 10–24                      |                                                                                         |  |
|                       | Estadísticas Ogechi, Adera 12 Awich 8 Odero 6 Awich 13 | Reporte Pts Reb Asts Val              | Estadísticas 19 Bango 8 Bango 7 Gonçalves, Dundão 30 Bango | Pabellón: Mohamed-Mzali Sports Hall Árbitros: Wael Mostafa Adlen Larouci Haytham Ihaqaf |  |

| 24 de febrero de 2022 | Guinea                                                 | 78–85 TE                                           | Túnez                                                               | Monastir, Túnez |  |
| 17:00                 | Parciales: 15–18, 14–19, 18–19, 26–17 (T.E.: 5–12)     | Parciales: 15–18, 14–19, 18–19, 26–17 (T.E.: 5–12) | Parciales: 15–18, 14–19, 18–19, 26–17 (T.E.: 5–12)                  | |  |
|                       | Estadísticas Condé 21 Doumbouya 8 Evans 6 Doumbouya 15 | Reporte Pts Reb Asts Val                           | Estadísticas 21 Abada 9 Ben Romdhane 6 Abada, Ben Romdhane 26 Abada | Pabellón: Mohamed-Mzali Sports Hall Asistencia: 1000 espectadores Árbitros: Arnaud Kom Njilo Yann Vezo Davidson Oumar Sy |  |

| 25 de febrero de 2024 | Guinea                                       | 74–80                                 | Kenia                                                            | Monastir, Túnez |  |
| 11:00                 | Parciales: 19–24, 17–25, 22–15, 16–16        | Parciales: 19–24, 17–25, 22–15, 16–16 | Parciales: 19–24, 17–25, 22–15, 16–16                            | |  |
|                       | Estadísticas Evans 29 Condé 10 Sy 5 Evans 21 | Reporte Pts Reb Asts Val              | Estadísticas 19 Odero 8 Koranga, Awich 3 Tres jugadores 19 Awich | Pabellón: Mohamed-Mzali Sports Hall Asistencia: 33 espectadores Árbitros: Sara El-Sharnouby Sofiane Si Youcef Silver Jacques Houngbedji |  |

| 25 de febrero de 2024 | Túnez                                                 | 82–73                                 | Angola                                                    | Monastir, Túnez |  |
| 17:00                 | Parciales: 19–25, 15–13, 28–13, 20–22                 | Parciales: 19–25, 15–13, 28–13, 20–22 | Parciales: 19–25, 15–13, 28–13, 20–22                     | |  |
|                       | Estadísticas Abada 19 Ben Romdhane 7 Abada 8 Abada 25 | Reporte Pts Reb Asts Val              | Estadísticas 19 Gakou 6 Bango, Gakou 8 Gonçalves 23 Gakou | Pabellón: Mohamed-Mzali Sports Hall Asistencia: 1000 espectadores Árbitros: Yann Vezo Davidson Hassane Kamaté Guy Sani |  |

Segunda ventana
| 21 de febrero de 2025 | Guinea                                           | 66–65                                 | Angola                                              | Tripoli, Libia                                                               |  |
| 12:00                 | Parciales: 22–17, 12–16, 19–17, 13–15            | Parciales: 22–17, 12–16, 19–17, 13–15 | Parciales: 22–17, 12–16, 19–17, 13–15               |                                                                              |  |
|                       | Estadísticas Dramé 17 Dramé 9 Doumbia 5 Dramé 17 | Reporte Pts Reb Asts Val              | Estadísticas 18 Gakou 6 Gonçalves 9 Dundão 16 Gakou | Pabellón: Grand Hall Árbitros: Guy Sani Adlen Larouci Mohamed Lamine Diawara |  |

| 21 de febrero de 2025 | Kenia | 0–20    | Túnez | Tripoli, Libia                                                                          |  |
| 15:00                 |       |         |       |                                                                                         |  |
|                       |       | Reporte |       | Pabellón: Grand Hall Árbitros: Youssouf Maiga Haytham Ihaqaf Gnoambilé Guillaume Mockey |  |

| 22 de febrero de 2025 | Túnez                                               | 64–63                                | Guinea                                             | Tripoli, Libia |  |
| 12:00                 | Parciales: 20–14, 10–25, 12–15, 22–9                | Parciales: 20–14, 10–25, 12–15, 22–9 | Parciales: 20–14, 10–25, 12–15, 22–9               | |  |
|                       | Estadísticas Marnaoui 15 Ghyaza 7 Abada 6 Ghyaza 13 | Reporte Pts Reb Asts Val             | Estadísticas 13 Doumbia 8 Keita 8 Doumbia 20 Keita | Pabellón: Grand Hall Asistencia: 100 espectadores Árbitros: Youssouf Maiga Michel Djeugoue Gnoambilé Guillaume Mockey |  |

| 22 de febrero de 2025 | Angola                                                    | 88–59                                | Kenia                                                      | Tripoli, Libia                                                                                          |  |
| 15:00                 | Parciales: 21–25, 29–10, 15–15, 23–9                      | Parciales: 21–25, 29–10, 15–15, 23–9 | Parciales: 21–25, 29–10, 15–15, 23–9                       | |  |
|                       | Estadísticas Dundão, Gakou 25 Bango 8 Dundão 11 Dundão 40 | Reporte Pts Reb Asts Val             | Estadísticas 13 Okoth 6 Ongwae, Wamukota 6 Ongwae 14 Okoth | Pabellón: Grand Hall Asistencia: 200 espectadores Árbitros: Wael Mostafa Haytham Ihaqaf Papa Felix Seye |  |

| 23 de febrero de 2025 | Kenia                                              | 44–57                               | Guinea                                          | Tripoli, Libia                                                                  |  |
| 12:00                 | Parciales: 8–15, 13–16, 17–14, 6–12                | Parciales: 8–15, 13–16, 17–14, 6–12 | Parciales: 8–15, 13–16, 17–14, 6–12             |                                                                                 |  |
|                       | Estadísticas Ongwae 10 Ongwae 13 Owili 3 Ongwae 16 | Reporte Pts Reb Asts Val            | Estadísticas 20 Evans 12 Keita 5 Evans 24 Dramé | Pabellón: Grand Hall Árbitros: Tonton Banza Kalume Adlen Larouci Haytham Ihaqaf |  |

| 23 de febrero de 2025 | Angola                                             | 73–62                                | Túnez                                                         | Tripoli, Libia                                                                                          |  |
| 15:00                 | Parciales: 7–11, 25–16, 19–25, 22–10               | Parciales: 7–11, 25–16, 19–25, 22–10 | Parciales: 7–11, 25–16, 19–25, 22–10                          | |  |
|                       | Estadísticas Dundão 31 Bango 10 Dundão 5 Dundão 30 | Reporte Pts Reb Asts Val             | Estadísticas 17 Slimane 4 Cuatro jugadores 4 Jaziri 15 Jaziri | Pabellón: Grand Hall Asistencia: 300 espectadores Árbitros: Youssouf Maiga Papa Felix Seye Adama Samake |  |

## Equipos clasificados
| Equipo                          | Método de clasificación  | Fecha de clasificación | Participaciones | Última | Mejor resultado                                                    |
| ------------------------------- | ------------------------ | ---------------------- | --------------- | ------ | ------------------------------------------------------------------ |
| Angola                          | País anfitrión           | 27 de marzo de 2024    | 21              | 2021   | (1989, 1992, 1993, 1995, 1999, 2001, 2003, 2005, 2007, 2009, 2013) |
| República Democrática del Congo | Top 3 grupo A            | 21 de febrero de 2025  | 7               | 2021   | 4º lugar (1975)                                                    |
| Senegal                         | Top 3 grupo C            | 21 de febrero de 2025  | 29              | 2021   | (1968, 1972, 1978, 1980, 1997)                                     |
| Camerún                         | Top 3 grupo C            | 21 de febrero de 2025  | 10              | 2021   | (2007)                                                             |
| Costa de Marfil                 | Top 3 grupo D            | 21 de febrero de 2025  | 24              | 2021   | (1981, 1985)                                                       |
| Egipto                          | Top 3 grupo D            | 21 de febrero de 2025  | 24              | 2021   | (1962, 1964, 1970, 1975, 1983)                                     |
| Túnez                           | Top 3 grupo E            | 21 de febrero de 2025  | 23              | 2021   | (2011, 2017, 2021)                                                 |
| Sudán del Sur                   | Top 3 grupo A            | 21 de febrero de 2025  | 1               | 2021   | 7º lugar (2021)                                                    |
| Madagascar                      | Top 3 grupo D            | 22 de febrero de 2025  | 3               | 2011   | 9º lugar (1972)                                                    |
| Malí                            | Top 3 grupo A            | 22 de febrero de 2025  | 20              | 2021   | (1972)                                                             |
| Guinea                          | Top 3 grupo E            | 23 de feberero de 2025 | 6               | 2021   | 4º lugar (1962)                                                    |
| Ruanda                          | Top 3 grupo C            | 23 de feberero de 2025 | 6               | 2021   | 9º lugar (2009)                                                    |
| Nigeria                         | Top 3 grupo B            | 23 de feberero de 2025 | 19              | 2021   | (2015)                                                             |
| Cabo Verde                      | Top 3 grupo B            | 23 de feberero de 2025 | 7               | 2021   | (2007)                                                             |
| Libia                           | Top 3 grupo B            | 23 de feberero de 2025 | 4               | 2009   | 5º lugar (1970)                                                    |
| Uganda                          | Mejor cuarto clasificado | 23 de feberero de 2025 | 3               | 2021   | 6º lugar (2021)                                                    |